# Білоруська соціал-демократична партія
Білоруська соціал-демократична партія «Грамада» (БСДП «Грамада», біл. Беларуская сацыял-дэмакратычная партыя «Грамада́») — білоруська політична партія. Спочатку партія була створена 2 березня 1991 року як Білоруська соціал-демократична Грамада (скорочено БСДГ) і під такою назвою проіснувала до 29 червня 1996 року, коли об'єдналася з партією Народної Згоди (ПНС), в результаті чого отримала нову назву Білоруська соціал-демократична партія (Народна Грамада), під яким проіснувала до 24 червня 2005 року. БСДП продовжує традиції Білоруської Соціалістичної Грамади (1902—1918 рр.) І Білоруської соціал-демократичної партії (1918—1924 рр.).
БСДП належить до товариства партій, що об'єдналися в Прогресивний Альянс.
БСДП знаходиться в опозиції до режиму президента Олександра Лукашенка. Чинним лідером партії з 2018 року є Ігор Борисов.

## Історія
2 березня 1991 була створена Білоруська соціал-демократична Громада . Головою партії обраний Михайло Ткачов (1942—1992). У керівництво БСДГ увійшли Олег Трусов (після смерті М. Ткачова він очолив партію), Анатолій Гуринович, Микола Статкевич, Віталій Малашки.
У 1995 році за участю Партії Народної Згоди був створений Соціал-демократичний Союз (СДС). До об'єднавчого процесу приєдналася група безпартійних діячів, зокрема Голова Верховної Ради Білорусі XII скликання Мечислав Гриб.
29 червня 1996 року пройшли позачергові з'їзди БСДГ і ПНС, які прийняли рішення про злиття в одну Білоруську соціал-демократичну партію (Народну Грамаду). У той же день пройшов установчий з'їзд БСДП.
У БСДП не ввійшли пропрезидентські члени ПНС, а також прихильники лібералізму, в тому числі О. Трусов, Г. Карпенко, В. Гончар. У самій же БСДП (НГ) не зупинялися суперечки та внутрішньопартійна боротьба. У 2001 році з цих причин, а також через стилю правління Н. Статкевича, партію залишила майже половина її членів, в тому числі М. Гриб, А. Король, Л. Лойка, А. Сідаревіч, М. Чернявський.
Влітку 2004 року розпочався друга криза в партії, яка завершилася в грудні. На парламентських виборах в Білорусі 13-17 жовтня 2004 року, партія не отримала місць в парламенті. У січні 2005 року пройшов IX з'їзд БСДП. Її головою був обраний Анатолій Левкович. Почався процес повернення в партію її колишніх членів. 24 червня 2005 року БСДП була перереєстрована як Білоруська соціал-демократична партія (Грамада). 24 липня 2005 року на X позачерговому з'їзді її новим лідером обраний Олександр Козулін, колишній ректор Білоруського державного університету і міністр.
На минулому 3 серпня 2008 року позачерговому з'їзді БСДП на вимогу делегатів з'їзду були проведені вибори керівництва партії. За їх підсумками Анатолій Левкович, який виконував обов'язки голови партії у зв'язку з тим що Олександр Козулін в цей час відбував термін у колонії, був обраний головою. Першим заступником голови партії став Ігор Масловський.
10 жовтня 2010 року головою партії обрано Анатолія Сідаревіча, але з'їзд не визнало Міністерство юстиції та кілька членів організації. Ці події винесли внутрішньопартійний конфлікт на публіку. 5 червня 2011 новим керівником партії на повторному XIII з'їзді було обрано Ірину Вештард, за яку проголосувало 77 делегатів з 85.
23 серпня 2011 року Мін'юст РБ відмовився визнавати легітимним червневий з'їзд БСДП. Єдина організація, яка виступила на підтримку партії, став Російський соціал-демократичний союз молоді. РСДСМ заявив про те, що вважає рішення Мін'юсту «політично вмотивованим».
У вересні 2011 року Анатолій Левкович, який як і раніше вважає себе керівником партії, разом з шістьма однопартійцями погодився почати переговори з владою без звільнення і реабілітації політв'язнів. Ірина Вештард, обрана керівником більшістю членів партії, повідомила, що Левкович не обговорював свою заяву в партії.
В кінці 2012 року заступник голови Білоруської соціал-демократичної партії (Грамада) Ігор Борисов поскаржився на своїх ідейних опонентів і чиновника мерії Могильова в КДБ, прокуратуру, міськвиконком і Адміністрацію президента Білорусі.
«За словами Ігоря Борисова, чиновник, відповідальний за ідеологію в місті, виявив свою некомпетентність, дозволивши проведення акції проросійських правих радикалів, які пропагують шовіністичну ідею панславізму-монархізму».
«Через скарги я хочу отримати відповідь з приводу того, на якій підставі було дозволено проведення антиконституційного заходу проросійських правих радикалів, які не визнають незалежність Білорусі та мріють про об'єднання Росії, Білорусі та України в одну державу. Я хочу, щоб той, хто дозволив цей захід, був покараний», — заявив Борисов, пише видання.
17 січня 2014 року Могильовська прокуратура покарала керівників акціонерного товариства «Магільовавтотранс» за порушення закону «Про звернення громадян». Приводом для прокурорського реагування стала скарга члена Білоруської соціал-демократичної партії (Грамада) Ігоря Борисова. Він звернувся в прокуратуру після того, як на його звернення, написане білоруською, в автопарку відповіли російською.
16 квітня 2014 року в Вільнюсі відбулася зустріч американських сенаторів на чолі з Маккейном і представників білоруської опозиції. На зустрічі була присутня й Ірина Вештард.
За офіційними підсумками Вибори до місцевих Рад депутатів Республіки Білорусь (2014 року) жоден кандидат від партії не став депутатом.
За даними ЦВК Білорусі на президентських виборах 11 жовтня 2015 роки за члена БСДП Тетяну Короткевич проголосували 4,4 % від загального числа людей, які взяли участь у виборах. Таким чином, Тетяна Короткевич посіла друге місце після чинного президента Олександра Лукашенка.
У червні 2020 року БСДП запросила своїх прихильників стати незалежними спостерігачами для реєстрації порушень і фальсифікації виборчого законодавства.

## Керівництво
З 5 червня 2011 року по 11 березня 2018 року головою партії була Ірина Вешторд.
Перший заступник голови БСДП — Олексій Сігаєв.
11 березня 2018 року відбувся XVIII з'їзд партії. Головою партії обрано Борисова Ігоря Петровича.

### Голова партії
| № | Голова             | Повноваження    | Повноваження    |
| № | Голова             | Початок         | Закінчення      |
| - | ------------------ | --------------- | --------------- |
| 1 | Михайло Ткачов     | 2 березня 1991  | 31 жовтня 1992  |
| 2 | Олег Трусов        | 1992            | 1995            |
| 3 | Микола Статкевич   | 1995            | 19 лютого 2005  |
| 4 | Анатолій Левкович  | 19 лютого 2005  | 25 червня 2006  |
| 5 | Олександр Козулін  | 25 червня 2006  | 3 серпня 2008   |
| 6 | Анатолій Левкович  | 3 серпня 2008   | 10 квітня 2010  |
| 7 | Анатолій Сідаревіч | 10 квітня 2010  | 5 червня 2011   |
| 8 | Ірина Вешторд      | 5 червня 2011   | 11 березня 2018 |
| 9 | Ігор Борисов       | 11 березня 2018 | донині          |

## Мовна політика партії
Партія БСДП виступає за те, щоб виховання і навчання в дошкільних установах і школах всіх типів і рівнів проводилося білоруською мовою. Національні меншини в місцях компактного проживання можуть мати право на культурну автономію і національні школи.
Президія БСДП вважає, що кожна нова збудована школа в Білорусі повинна стати білоруськомовною. У Білорусі має з'явитися національний університет з викладанням предметів білоруською мовою. Для роботи на будь-якій державній посаді, а також для роботи в школі та університеті однією з обов'язкових вимог повинне стати вільне і грамотне володіння білоруською мовою.